# 张柏
张柏（1949年—），汉族，中华人民共和国政治人物、第十一届全国政协委员。
加入中国共产党，担任国际博物馆协会中国国家委员会主席、中国博物馆学会理事长。2008年，当选第十一届全国政协委员，代表文化艺术界，分入第二十八组。并担任文史和学习委员会专委。